# Lliga etíop de futbol
La lliga etíop de futbol (amhàric: የኢትዮጵያ ፕሪምየር ሊግ) és la màxima competició futbolística d'Etiòpia. És organitzada per l'Ethiopian Football Federation.
Fou creada l'any 1944 com a Primera Divisió i coneguda com Premier League etíop des de 1997. La Copa etíop de futbol fou creada l'any següent.
Els clubs d'Eritrea participaren en aquest campionat abans de la independència del país.

## Història
La primera versió oficialment reconeguda d'una lliga de futbol etíop es va establir el 1944. Originalment cinc equips que representaven les diferents comunitats d'Addis Abeba i la missió militar britànica a Etiòpia (BMME) es van disputar pel títol que va ser guanyat per la BMME.
Els primers anys del futbol de la màxima divisió etíop van ser dominats en la seva majoria per Mechal (actual Defence Force SC). El club va guanyar 6 títols al llarg dels anys 40 i 50. St. George SC va gaudir d'un cert domini a finals dels anys 60, després del qual la lliga va passar per un període de relativa paritat als anys 70 i 80. La lliga va patir canvis durant la dècada de 1990 que van culminar amb la fundació de la Premier League etíop el 1997 (1990 en el calendari etíop) per la Federació Etíop de Futbol (EFF) i els equips que formaven la màxima divisió del futbol etíop.
La temporada inaugural de la Premier League d'Etiòpia el 1997-98 va veure com Ethio Electric (conegut com a Mebrat Hail en aquell moment) aixecava el trofeu. L'any següent, la lliga va decidir augmentar el nombre d'equips a 10, un any que va acabar amb el perenne favorit St. George SC aixecant el seu primer trofeu de la Premier League (16è títol en general). St. George tornaria a repetir com a campió l'any següent (temporada 1999-00).
La temporada 2000-01 va ser especial a la lliga gràcies, en gran part, a la demostració ofensiva del davanter d'Ethio Electric Yordanos Abay. Abay va marcar el que llavors era un rècord de 24 gols durant la seva temporada de lliga ajudant Ethio Electric a aconseguir el seu segon títol de la Premier League (tercer títol general). El seu rècord es mantindria durant 16 anys fins a ser superat pel davanter de Dedebit Getaneh Kebede que va marcar 25 gols durant la temporada 2016-17. La temporada següent (temporada 2001-02) Ethio Electric era el favorit per a molts per repetir com a campió, però no va assolir les expectatives en acabar darrere dels campions St. George.
La temporada 2002-03 va veure els primers competidors reals de fora d'Addis Abeba pressionar per un títol de la Premier League. La cursa pel títol es va reduir a l'últim dia amb St. George que necessitava una victòria contra el seu rival Ethiopian Coffee per assegurar-se el seu quart títol de la Premier League (19è títol general). El segon classificat Arba Minch Textiles, amb seu a la ciutat sud d'Arba Minch, buscava guanyar el seu primer títol, però necessitava una derrota de St. George SC per fer-ho. Al final, però, el St. George va poder guanyar el seu partit i conservar el títol, però la forta exhibició d'Arba Minch Textiles va demostrar que els equips fora de la capital estaven preparats per lluitar una vegada més a la lliga màxima.
La temporada 2003-04 va resultar ser un any revolucionari per als equips fora d'Addis Abeba, ja que el Hawassa City SC, dirigit pel seu capità Kamal Ahmed, va poder aixecar el trofeu de la Premier League per primera vegada en la seva història. La carrera pel títol una vegada més es va reduir a l'últim dia, ja que Hawassa City va haver de vèncer a Nyala SC per defensar-se d'Ethiopian Coffee SC i Trans Ethiopia pel títol de la Premier League. Les dues temporades següents van tornar a estar dominades per St. George SC, ja que van poder aixecar els seus 5è i 6è títols de la Premier League (títols 20è i 21è en general). L'inici de la temporada 2006-07 va veure la lliga expandir-se a 16 clubs. La temporada va acabar amb Hawassa City guanyant el seu segon títol. No obstant això, les següents tres temporades consecutives tornarien a ser dominades per St. George. El major rival de St. George, Ethiopian Coffee, posaria punt a la seva tremenda carrera guanyant el títol 2010-11, el seu primer títol de la Premier League (segon títol general). No obstant això, St. George tornaria la temporada següent i tornaria a guanyar el títol la 2011-12. La temporada següent Dedebit FC seria campió de la corona per primera vegada en la seva història.
A partir de la temporada 2013-14 fins a la temporada 2016-17, el St. George SC faria una cosa que només s'ha fet una vegada abans al futbol de primera divisió a Etiòpia, guanyar 4 títols seguits. Cal destacar que la temporada 2016-17 va ser la primera que va incloure 16 clubs, després que la Federació decidís ampliar la lliga del total anterior de 14 clubs. El 2 de maig de 2018, la Federació Etíop de Futbol (EFF) va suspendre la lliga després que un àrbitre va ser atacat durant un partit entre la Welwalo Adigrat University i Defence Force. Es va reprendre dues setmanes més tard.

## Clubs participants 2021-22
| Club              | Localització | Estadi                |
| ----------------- | ------------ | --------------------- |
| Adama City        | Adama        | Adama                 |
| Addis Ababa City  | Addis Abeba  | Addis Ababa Stadium   |
| Arba Minch        | Arba Minch   | Arba Minch Stadium    |
| Bahir Dar Kenema  | Bahir Dar    | Bahir Dar Stadium     |
| Dire Dawa City sc | Dire Dawa    | Dire Dawa Stadium     |
| Ethiopian Coffee  | Addis Abeba  | Addis Ababa Stadium   |
| Fasil Kenema      | Gondar       | Fasiledes Stadium     |
| Hadiya Hossana    | Hossana      | Hossana Stadium       |
| Hawassa City      | Hawassa      | Awassa Kenema Stadium |
| Jimma Aba Jifar   | Jimma        | Jimma                 |
| Mekelakeya        | Addis Abeba  | Addis Ababa Stadium   |
| Saint George      | Addis Abeba  | Addis Ababa Stadium   |
| Sebeta City       | Sebeta       | Sebeta Stadium        |
| Sidama Coffee     | Hawassa      | Hawassa Stadium       |
| Wolaitta Dicha    | Wolaita Sodo | Sodo Stadium          |
| Wolkite City      | Wolkite      | Wolkite               |

## Historial
Font:
Campionat Nacional
- 1944:  British Military Mission-BMME (1)
- 1945-47: no es disputà
- 1948:  Key Baher (Red Sea) (1)
- 1949:  Army (1)
- 1950:  Saint George SC (1)
- 1951:  Army (2)
- 1952:  Army (3)
- 1953:  Army (4)
- 1954:  Army (5)
- 1955:  Hamassien (1)
- 1956:  Mechal (6)
- 1957:  Hamassien (2)
- 1958:  Akale Guzay (1)
- 1959:  Tele SC (1)
- 1960:  Cotton FC (1)
- 1961:  Ethio-Cement (1)
- 1962:  Cotton FC (2)
- 1963:  Cotton FC (3)
- 1964:  Ethio-Cement (2)
- 1965:  Cotton FC (4)
- 1966:  Saint George SC (2)
- 1967:  Saint George SC (3)
- 1968:  Saint George SC (4)
- 1969:  Tele SC (2)
- 1970:  Tele SC (3)
- 1971:  Saint George SC (5)
- 1972:  Asmara (1)
- 1973:  Asmara (2)
- 1974:  Embassoria (2)
- 1975:  Saint George SC (6)
- 1976:  Mechal (7)
- 1977:  Medr Babur (1)
- 1978:  Ogaden Anbassa (1)
- 1979:  Omedla FC (1)
- 1980:  Tegl Fre (1)
- 1981:  Ermejachen (1)
- 1982:  Mechal (8)
- 1983:  Cotton FC (5)
- 1984:  Mechal (9)
- 1985:  Brewery (7)
- 1986:  Brewery (8)
- 1987:  Saint George SC (9)
- 1988:  Mechal (10)
- 1989:  Mechal (11)
- 1990:  Brewery (10)
- 1991:  Saint George SC (11)
- 1992:  Saint George SC (12)
- 1993:  EEPCO (1)
- 1994:  Saint George SC (13)
- 1995:  Saint George SC (14)
- 1996:  Saint George SC (15)
- 1997:  Ethio-Bunna (1)

Lliga Nacional (Ethiopian Premier League)
- 1997-98:  EEPCO (2)
- 1998-99:  Saint George SC (16)
- 1999-00:  Saint George SC (17)
- 2000-01:  EEPCO (3)
- 2001-02:  Saint George SC (18)
- 2002-03:  Saint George SC (19)
- 2003-04:  Awassa Kenema (1)
- 2004-05:  Saint George SC (20)
- 2005-06:  Saint George SC (21)
- 2006-07:  Awassa Kenema (2)
- 2007-08:  Saint George SC (22)
- 2008-09:  Saint George SC (23)
- 2009-10:  Saint George SC (24)
- 2010-11:  Ethiopian Coffee (2)
- 2011-12:  Saint George SC (25)
- 2012-13:  Dedebit (1)
- 2013-14:  Saint George SC (26)
- 2014-15:  Saint George SC (27)
- 2015-16:  Saint George SC (28)
- 2016-17:  Saint George SC (29)
- 2017-18:  Jimma Aba Jifar FC (1)
- 2018-19:  Mekelle 70 Enderta (1)
- 2019-20: cancel·lat
- 2020-21:  Fasil Kenema SC (1)
- 2021-22:  Saint George SC (30)
- 2022-23:  Saint George SC (31)
- 2023-24:  CBE SA (1)